# Liste der Monuments historiques in Thieux (Seine-et-Marne)
Die Liste der Monuments historiques in Thieux (Seine-et-Marne) führt die Monuments historiques in der französischen Gemeinde Thieux auf.

## Liste der Objekte
| Bezeichnung     | Beschreibung          | Standort                       | Kennzeichnung | Schutzstatus | Datum | Bild |
| --------------- | --------------------- | ------------------------------ | ------------- | ------------ | ----- | ---- |
| Geschnitzte Tür | Holz, 18. Jahrhundert | in der Kirche St-Médard (Lage) | PM77002025    | Classé       | 1989  |      |